# ヨアヒム・ザーン
ヨアヒム・ザーン（Joachim Zahn、1914年1月24日 - 2002年10月8日）は、ドイツの実業家である。ドイツの自動車メーカーであるダイムラー・ベンツで取締役会会長を務めたことで知られる。
ダイムラー・ベンツにおけるザーンの施策は多岐に及び、同社の傘下に置かれていたアウトウニオンを切り離したこと、トラック製造事業の拡大を推し進めたこと、トラック用大型エンジン製造事業の集中と整理を行ったこと、ドイツ国外の販売組織の構築を推し進めたことは業績として特筆される。それらの施策を通じて、ザーン体制において同社の自動車事業を大きく進展させることに成功した。

## 経歴
ドイツ帝国のヴッパータールで、弁護士を営む父の下、第4子（末子）として生まれた。
自身もテュービンゲンで法律を学び、後にケルンで信用保険の限界に関する研究を行い、その研究で博士号を取得した。
第二次世界大戦では陸軍士官となり、ロシア、イタリアで職務に従事した。

### 第二次世界大戦後
終戦後の1947年にドイツ信託会社（Deutschen Treuhand-Gesellschaft。KPMGの前身のひとつ）で商工業におけるキャリアを開始し、同社で取締役を務めた。
1954年に同社を去った後、1955年にドイツ有数の製紙会社であるヴァルトホーフ＝アシャッフェンブルク製紙工場（PWA）に財務担当取締役として加わり、一貫して財務におけるキャリアを築いた。

### ダイムラー・ベンツ
1958年に最高財務責任者としてダイムラー・ベンツに入社した。1965年に取締役会の議長となって実質的に経営陣のトップとなり、1971年に正式に取締役会会長に就任した。
この間、ドイツ南西部カールスルーエ近郊のヴェルトにヨーロッパ最大のトラック工場を建設するとともに、大型ディーゼルエンジンの製造についても、1969年に「MTU」をMANと協力して設立し、既存組織のモトーレンバウ・フリードリヒスハーフェンなどの事業を整理した。
また輸出において重要となる現地の販売組織を構築するため、ドイツ国外に販売子会社を設立することを決定し、1965年にはアメリカ合衆国においてメルセデス・ベンツUSAが設立された。
ザーンの在任期間はオイルショック（1973年）のように自動車産業にとっての困難もあった時期だが、1967年から1976年の間で、ダイムラー・ベンツの乗用車の年間生産量は2倍以上となった。この間、ドイツの自動車産業全体の年間成長率が平均2.3%だったのに対して、ダイムラー・ベンツのそれは6.9%であり、ザーンが注力したバス、トラック部門に限ればその成長率はそれらをさらに上回った。
ザーンは1979年に同社の会長職を退いた。ザーンの任期中にダイムラー・ベンツの財務状況は大きく改善し、ザーンが経営陣のトップとなった当初、同社の売上は年間29億ドイツマルクだったが、ザーンが退任した1979年には270億ドイツマルク以上に拡大しており、株式の時価総額も1億8000万ドイツマルクから10倍以上の32億ドイツマルクに伸長した。ザーンは経営者は従業員にも株主に対するのと等しく責任を持っていると考えていたことから、同期間に従業員の退職資本も7200万ドイツマルクから32億ドイツマルクに伸長した。
在任末期の施策として、将来の燃料規制を見越して、「小さなメルセデス」の開発を決断して、同社としては過去最高額となる開発予算を承認し、この時に開発されたメルセデス・ベンツ・W201（190。Cクラスの前身）は、ザーン退任後の1982年に発売されることになる。
その後、1995年にユルゲン・シュレンプが同社の取締役会会長に就任した際はその顧問となり、2002年に自身が死去するまでその職を務めた。

## 栄典
- 1969年・大功労十字章（ドイツ連邦共和国功労勲章）
- 1973年・名誉教授（「バーデン＝ヴュルテンベルク州政府）
- 1978年・大功労十字星章（ドイツ連邦共和国功労勲章）
- 1980年・オーストリア共和国功績勲章（英語版）